# 2012年3月中國大陸

## 3月30日
- 菲律宾外交部宣布将在南海第二大岛屿中业岛修建码头以行使“主权”。[1]

## 3月29日
- 披露太子奶创始人李途纯冤案涉及人员中有两人被株洲市公安局专案组迫害致死，另有三人致残，一人流产。对于媒体的质疑，湖南省株洲市政府至今没有任何回应。[2]

## 3月28日
- 湖南省郴州市疑因当地重金属污染严重禁医院查儿童血铅。当地报纸报道被当局斥添乱，被迫电子版头版开天窗。[3]
- 在今天召开的国务院常务会议上决定设立温州市金融综合改革试验区。会议确定了温州市金融综合改革的十二项主要任务，强调了改革的重大意义。[4]

## 3月26日
- 记者调查非法人体器官买卖，揭示卖肾者的动机并揭露交易中介流程的黑幕。[5]
- 山西汾阳近两万亩土地因河水严重污染而无望春播。[6]
- 南京挖出一葬于1929年的民国女尸保存完好面容栩栩如生，民政局称政策要求不能重新土葬须火化，其后人补办死亡证明中。[7]

## 3月24日
- 深圳市警方破获特大传销案。该传销团伙利用与曾荫权蜡像合影发展会员60万人，诈骗金额30亿元。[8]

## 3月23日
- 重庆市人大常委会任命何挺为重庆市政府副市长、市公安局局长。[9]

## 3月22日
- 卫生部承诺我国将在5年内取消死囚器官捐献，称随着人权意识的提高，死囚器官来源大大减少。[10]
- 中共中央政治局常委、中央政法委书记周永康致信全国政法宣传工作会议，对做好当前政法宣传工作提出要求。[11]

## 3月21日
- 中国公众担心新的中华人民共和国刑事诉讼法第73条、第83条会被滥用，造成公民失踪事件。第73条规定：对于涉嫌危害国家安全犯罪、恐怖活动犯罪、特别重大贿赂犯罪，可以在指定居所执行监视居住；第83条又规定：无法通知或可能有碍侦查的情况下，可以不通知家属。[需要較佳来源]
- 司法部要求新进律师必须宣誓拥护中国共产党。[12]
- 中南大学聘请該校22岁学生刘嘉忆（本名刘路，自称刘嘉忆而未获官方承认）为正教授级研究员，使之成为当前中国最年轻的教授。[13]

## 3月19日
- 西藏当局维稳将整治流动僧尼，规范活佛转世管理。[14]
- 中國國家審計署公佈，京滬高速鐵路因多種管理問題而拖欠共82.5億元人民幣。 [15]
- 北京市第二中級法院判處來自山東的石柏魁有期徒刑13年和剝奪政治權利三年。石柏魁承認於2011年5月潛入北京紫禁城，並偷走九件展品。 [16]
- 中國城市房地產價格錄得第五個月的跌幅。[17]

## 3月18日
- 中國河北石家莊市出現與小悅悅事件相同的慘劇。一名醉酒男子被車輛輾過後，有41輛車路過而不出手相助。該男子其後死亡。[18]

## 3月17日
- 印度计划2013年11月发射火星探测器。按照该计划，印度将先于中国实现火星探测。[19]

## 3月16日
- 广西准备在珠江上游江畔建广西桂东核电厂，江门人大代表指出：一旦事故，珠江遭殃。有网友指出：中国现在正在走日本的老路，内陆核电一旦出事就是一江放射水。[20]

## 3月15日
新华网北京3月15日电 日前，中共中央决定：张德江同志兼任重庆市委委员、常委、书记；薄熙来同志不再兼任重庆市委书记、常委、委员职务。
- 重庆卫视在播报薄熙来被中央免去重庆的职务后30分钟，恢复停止播放一年的商业广告。[21]（重庆卫视定位红色频道一年后首次再现商业广告）

## 3月14日
- 中国外交部首次回应发生在今年1月份的 2名缅甸军人越境射杀1名中国公民，尸体附近埋地雷一事。[22]

## 3月11日
- 新闻出版总署署长柳斌杰称中国有言论和出版自由，但不可以随便传播，特别是涉及到政府法规时。[23]（参见出版自由与发行。）

## 3月9日
- 今日，参加全国人民代表大会的重庆代表团在媒体开放采访日中限制入场采访人数，大量的记者未能入场，在场外等候的场面如同春运。。[24]
- 在重庆团开放日中有代表表示：“王立军事件的结局，最后会很戏剧性很简单。”[25]

## 3月8日
- 全国人大：涉嫌“危害国家安全”被拘可不通知家属，副委员长称不照搬外国司法制度。[26]

## 3月7日
- 中共河北省省委书记张庆黎谈社会主义优越性，称三鹿事件已过去，问题官员复出是正常的。[27]
- 于近日开幕的全国两会中，全国人大代表纪宝成提出放宽生育第二胎的限制，这是他连续第五年提出放宽生育限制。纪宝成指出中国已经出现未富先老的现象，第六次人口普查与第五次人口普查相比青少年人口下降6个百分点，老年人口上升3个百分点。[28]
- 全国两会浙江省代表团女民意代表们准备了一年的集体旗袍走秀，因网络争议被有关部门叫停。[29]
- 政协委员王超斌对媒体表示，国有企业人员出国嫖娼赌博国家报销，百姓不服。[30]
- 全国政协副主席李金华称，“我们公款吃喝，有几个不喝茅台的”，他补充道，“这些钱从哪里来？都是通过做假账解决。”[31]

## 3月6日
- 湖南省湘潭市市长见一市民驾车吐槟榔渣指令交警上街搜寻两天将其移送城管罚款50元。[32]